# Thenthuk
Thenthuk (en tibetano: འཐེན་ཐུག་; Wylie: 'then thug) se trata de una sopa de fideos muy común en la cocina tibetana, especialmente en Amdo, Tíbet donde es servida como parte de la cena y algunas veces como almuerzo. Los ingredientes principales de esta sopa son una masa de harina de trigo, una mezcla de diferentes verduras y algunas piezas de carne de cordero o yak. Las verduras en la elaboración de la sopa thenthuk se considera poco tradicional y es una de las opciones modernas. 

## Preparación
Para hacer la sopa se suelen picar juntos los vegetales y la carne y se hacen hervir en forma de sopa. Se suele empezar a trabajar la masa de harina cuando la sopa ya empieza a tener sabor. Se suele dar forma a la masa y se corta en trozos al mismo tiempo, vertiendo los trozos resultantes en la sopa (en su parte final de cocción). Tan pronto como se han añadido los trozos se suele decir que la sopa ya está lista para ser servida.
- Datos: Q943696